# Томас, Елена Геннадиевна
Томас, Елена Викторовна (родилась 11 января 1961 года в Волгограде) — гимнастка (художественная гимнастика), выступала в индивидуальном первенстве за Советский Союз. Она серебряный призер чемпионата мира 1979 года в многоборье. Мастер спорта международного класса.

## Карьера
Елена Томас совершила прорыв среди многих советских художественных гимнасток своего времени в 1979 году, когда выступила на чемпионате мира 1979 года . Она выиграла серебро в многоборье, золото в выступлениях с лентой и скакалкой. Свой успех она повторила в 1980 году на чемпионате Европы и чемпионате СССР.
Тренер — заслуженный тренер РСФСР А. Лавров. Закончила Волгоградский государственный институт физической культуры.
В 1990—1992 годах — тренер молодежной сборной команды СССР.
Томас живет в Испании. Занимается тренерской работой.